# Küçük Mehmet Said Paixà
Mehmed Said Paşa (Erzurum 1838-Istanbul 1914) fou un gran visir otomà que va exercir set vegades el càrrec (més una interinitat), d'elles 5 vegades sota Abdülhamit II i dues vegades amb els Joves Turcs.
A la mort del seu pare va entrar a l'administració i va anar ascendint a l'escalafó i el 1874 va arribar a cap del secretariat del gran visir. Fou en aquests anys que va conèixer al príncep Abdülhamit i li va fer de conseller, i quan el príncep va pujar al tron el 31 d'agost de 1876 el va nomenar pasha i secretari general (1876-1878). Va rebre llavors el malnom de Küçük (petit) agafat de la seva baixa estatura (1,47 metres) per distingir-lo d'un altra conseller anterior del sultà, Ingiliz Said Pasha. El 1878 fou ministre de Justícia fins a 1879 i va instituir el defensor públic i un nou codi criminal. El 18 d'octubre de 1879 fou nomenat gran visir fins al 9 de juny de 1880. Va tornar al càrrec el 12 de setembre de 1880 fins al 2 de maig de 1882 i va seguir del 12 de juliol de 1882 al 30 de novembre de 1882 i del 3 de desembre de 1882 al 24 de setembre de 1885, sempre al servei de la política de reformes del sultà, centralitzant el poder de les províncies, modernitzant el sistema financer, augmentant la recaptació arribant a un equilibri pressupostari i negociant un préstec que va originar la creació de la comissió del Deute Públic el 1881. Va fundar la Cambra de Comerç d'Istanbul, va modernitzar el sistema escolar i la policia, i va establir la independència dels tribunals. També va modernitzar el sistema burocràtic instituint els exàmens pel reclutament de càrrecs, i amb un sistema de pensions de retir.
El setembre de 1885 va arribar al càrrec el seu rival Kıbrıslı Mehmed Kamil Pasha i Küçük Mehmed Said Pasha no tornà al poder fins al 9 de juny de 1895 exercint breument doncs va dimitir per refusar el nomenament el 3 d'octubre de 1895 per temor per la seva vida a causa de l'hostilitat de Kıbrıslı Mehmed Kamil Pasha. El 13 de novembre de 1901 va tornar a exercir el càrrec fins al 15 de gener de 1903 quan la rivalitat amb Kıbrıslı Mehmed Kamil Pasha estava al punt més alt, i es va allunyar del govern.
Això li va permetre ser considerat pels Joves Turcs quan van prendre el poder el 1908. El 22 de juliol de 1908 era nomenat gran visir però el 6 d'agost de 1908 deixava pas a Kıbrıslı Mehmed Kamil Pasha (que arribava al càrrec per tercera vegada). El 4 d'octubre de 1911 fou nomenat per setena vegada fins al 17 de juliol de 1912 amb el suport del Comitè Unió i Progrés. En aquest temps va combatre a la Unió Liberal i va orientar els esforços del govern contra la invasió italiana de Líbia i del Dodecanès dimitint el 17 de juliol per la forta pressió del militars en favor de la Unió Liberal, deixant el pas a l'heroi de la guerra russó-turca Ahmed Muhtar Pasha que va formar un govern no partidista.
Fou llavors president de la Cambra Alta o Consell de Notables (1913-1914) i es va retirar el 1914 morint aquell mateix any.